# Reza Feiz Noroozi
Reza Feiz Noroozi (en persan: رضا فیض نوروزی), né le 26 juin 1951 à Kermanshah, est un acteur iranien.

## Filmographie
- kaktus 1 (Cactus: Épisode I )
- kaktus 2 (Cactus: Épisode II )
- kaktus 3 (Cactus: Épisode III )
- Roya-ye natamam
- Bayram
- Rooz-e Raftan
- Ali & Dani
- Gohar-e Kamal
- Tarzan va Tarzaan
- Kolah ghermezi va sarvenaz
- Moomiyai III
- Mard-e Hezar Chehreh (l'Homme aux mille visages)  de Mehran Modiri, 2008
- Mard-e Do Hezar Chehreh (l'Homme aux deux mille visages)  de Mehran Modiri, 2009